# Ulfang
Ulfang («Barba horrible» en sindarin), apodado el Negro, es un personaje de El Silmarillion, obra póstuma del escritor británico J. R. R. Tolkien. Este personaje era uno de los dos principales caudillos (el otro era Bór) de los Hombres Cetrinos u Orientales que entraron en Beleriand hacia el año 460 de la Primera Edad, después de la Dagor Bragollach.

## Etimología y significado del nombre
En contra de lo que pudiera parecer, «Ulfang» es un nombre sindarin, pues le fue puesto por los Elfos en sus narraciones. Está compuesto de dos formantes: ulug- > ul- («horrible») + spanag > fang («barba»), para dar «Barba horrible».

## Historia
Tras su llegada a Beleriand, la tribu de Ulfang se asentó en Thargelion, cerca de Amon Ereb, y con sus hijos Uldor, Ulfast y Ulwarth, Ulfang entró al servicio de Caranthir, aunque en secreto ya sirviera a Morgoth. Los Orientales de Ulfang recibieron armas de los Enanos e instrucción militar de los Elfos de Maedhros para ayudar en la lucha contra las fuerzas de Angband que éste preparaba. Sin embargo, traicionaron a Caranthir y a Maedhros durante la Nírnaeth Arnoediad, cambiando de bando en medio de la batalla, aunque el mismo Ulfang no combatió en ella, dejando el mando de sus hombres a su hijo mayor Uldor, pues ya había muerto tres años antes, a los 70 de edad. Esta traición fue la principal de las causas que llevaron a la unión forjada por Maedhros entre Noldor, Enanos y Hombres a la derrota.

## Creación y evolución del personaje
Ulfang y la historia de la traición de su pueblo aparece ya bastante en detalle en las primeras versiones del legendarium de Tolkien, en los textos escritos en los años 1930 de lo que luego sería El Silmarillion. En estos escritos tempranos el nombre del personaje era «Ulfand».